# 黒金泰美
黒金 泰美（くろがね やすみ、1910年〈明治43年〉11月25日 - 1986年〈昭和61年〉10月11日）は、日本の大蔵官僚、政治家。衆議院議員、内閣官房長官。1981年勲一等瑞宝章受章。父親は戦前の立憲民政党代議士の黒金泰義。

## 来歴・人物
山形県米沢市出身（北海道生まれ）。旧制武蔵高校を経て、東京帝国大学法学部に入学。肺結核に罹患し4年間、病床で過ごしたため、ひとの倍をかけ大学を卒業する。
高等文官試験に一番で合格し、1935年に大蔵省に入省。理財局属。戦後、津島寿一、池田勇人両蔵相の秘書官を務める。父の死後は、米沢に近い赤湯町（現・南陽市）出身の結城豊太郎が後見役を担ったほか、郷里の偉材である池田成彬とも接する機会が多かった。
仙台国税局長を務める折、池田から「米沢に父君の地盤もあることだし、役人をやめて政治家にならないか」とすすめられ、1952年3月で退官。同年10月の第25回衆議院議員総選挙旧山形1区から吉田茂率いる自由党公認で出馬し、当選（当選同期に福田赳夫・植木庚子郎・内田常雄・丹羽喬四郎・灘尾弘吉・宇都宮徳馬・加藤精三・山崎巌・今松治郎・重政誠之・町村金五・古井喜実など）。以後当選9回。
当選同期である大平正芳、翌年政界入りの宮澤喜一とともに池田側近の「三羽ガラス」と呼ばれ活躍する。自治政務次官を経て、1962年に第2次池田内閣で内閣官房長官として初入閣。大成が期待された（官房長官として彼の前任の大平正芳、後任の鈴木善幸はいずれものち首相となる）。しかし、1964年に親交のあった貸しビル業・吹原産業社長の吹原弘宣が、黒金から預かっていた実印を用いて保証書を偽造し、その偽保証書を悪用して銀行から資金を不正に引き出そうとした事件が発覚した。
交友関係における迂闊さから信用を落とし、その後は目立った活躍もなくなる。黒い霧解散と言われた1967年の総選挙は乗り切ったものの、1969年の総選挙では落選。その後、1972年の補欠選挙で返り咲く。1975年9月には自民党金融問題調査会長（初代）に就く。しかし、1976年の総選挙で再び落選後、食道がんを患い政界から引退。
1986年10月11日、東京都品川区の病院で心不全のため死去。75歳没。

## 著書
- 『わが国の財政と金融との実情 昭和22年度の回顧と将来の展望』大蔵財務協会、1948年6月5日。NDLJP:1281097。
- 『税金の話』教育出版、1951年。

## 演じた俳優
- 仲代達矢（『金環蝕』、1975年）※役名は星野康雄。